# Steve Raible
Steve Carl Raible (Louisville, 2 giugno 1954) è un ex giocatore di football americano statunitense che ha giocato nel ruolo di wide receiver per tutta la carriera con i Seattle Seahawks della National Football League (NFL). Fu scelto nel corso del secondo giro (59º assoluto) del Draft NFL 1976 dai Seahawks. Al college ha giocato a football al Georgia Institute of Technology.

## Carriera professionistica

### Seattle Seahawks
Raible fu scelto nel corso del secondo giro del Draft 1976 dalla neonata franchigia dei Seattle Seahawks. Rimase con essi per tutti i suoi sei anni di carriera in cui si fece notare più per i suoi scherzi nello spogliatoio che per le sue giocate sul campo. In totale in carriera disputò 84 partite ricevendo 1.017 yard e segnando 3 touchdown. In seguito lavorò come coautore di un programma sui Seahawks sulle stazioni radio KIRO-AM e KIRO-FM e scrisse un libro intitolato "Tales from the Seahawks Sidelines".

## Vittorie e premi
Nessuno

## Statistiche
| Partite totali         | 84    |
| Yard su ricezione      | 1.017 |
| Touchdown su ricezione | 3     |